# Фейетвилл (Западная Виргиния)

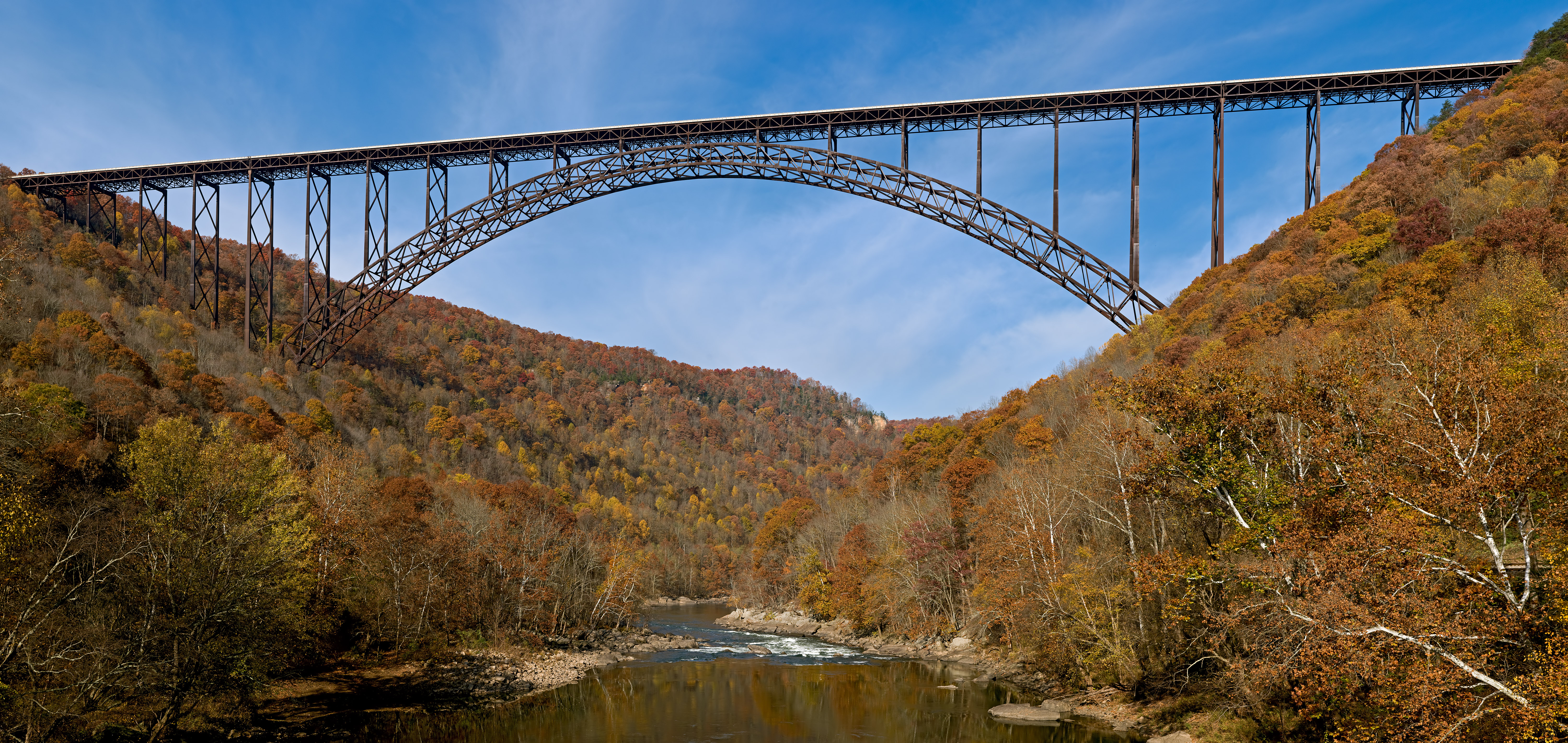
Мост над Нью-Ривер

Фейетвилл (англ. Fayetteville) — город в штате Западная Виргиния США. Он является административным центром округа Фейетт. В 2010 году в городе проживало 2892 человек — город 45-й по населению в штате. В 2013 году был признан «Лучшим речным городом» по версии журнала «Blue Ridge Outdoors».

## Географическое положение
Фейетвилл находится в центре штата Западная Виргиния в округе Фейетт. Город находится на берегу Нью-Ривер. Полная площадь города — 14,17 км², из которых 14,14 км² — земля и 0,03 км² — вода.

## История
Фейетвилл был основан Абрахамом Вандалом, ветераном войны за независимость и первоначально назывался Вандалия. Имя города было затем изменено на Фейетвилл в честь героя войны Жильбера Лафайета. В 1837 году город становится административным центром округа Фейетт. Фейетвилл оставался небольшим городом до гражданской войны, во время которой Фейетвилл был укреплён, несколько раз атакован и разорён. Строительство железной дороги в 1873 году ускорило рост города, но недостаточно сильно — между ним и станцией было несколько километров гор. Сначала предпринимались попытки построить трамвай, который соединил бы город с железной дорогой, однако в итоге было решено проложить дорогу. Город также быстро расширялся из-за развития угольной промышленности. В 1883 году город был инкорпорирован.
В декабре 1945 года город привлёк внимание СМИ загадочным исчезновением пяти детей при пожаре в доме семьи Соддеров.
К концу XX века доля горнодобывающей промышленности уменьшилась, в XXI веке экономика города основана на туризме — в 1976 году было закончено строительство моста над Нью-Ривер, который стал туристическим объектом, также город является центром водного спорта. В Фейетвилле родились два губернатора штата Западная Виргиния — Гомер Холт и Оки Петтсон.

## Население
По данным переписи 2010 года население Фейетвилля составляло 2892 человека (из них 48,3 % мужчин и 51,7 % женщин), 1245 домашних хозяйств и 813 семей. Расовый состав: белые — 95,8 %, афроамериканцы — 3,0 %, коренные американцы — 0,2 %, азиаты — 0,2 и представители двух и более рас — 0,7 %.
Из 1245 домашних хозяйств 65,3 % представляли собой совместно проживающие супружеские пары (23,5 % с детьми младше 18 лет), 34,7 % не имели семьи.
В среднем домашнее хозяйство ведут 2,29 человек, а средний размер семьи — 2,79 человека. Доля лиц старше 65 лет — 18,5 %. Средний возраст населения — 44,4 лет. Средний доход на семью составлял $57 392.

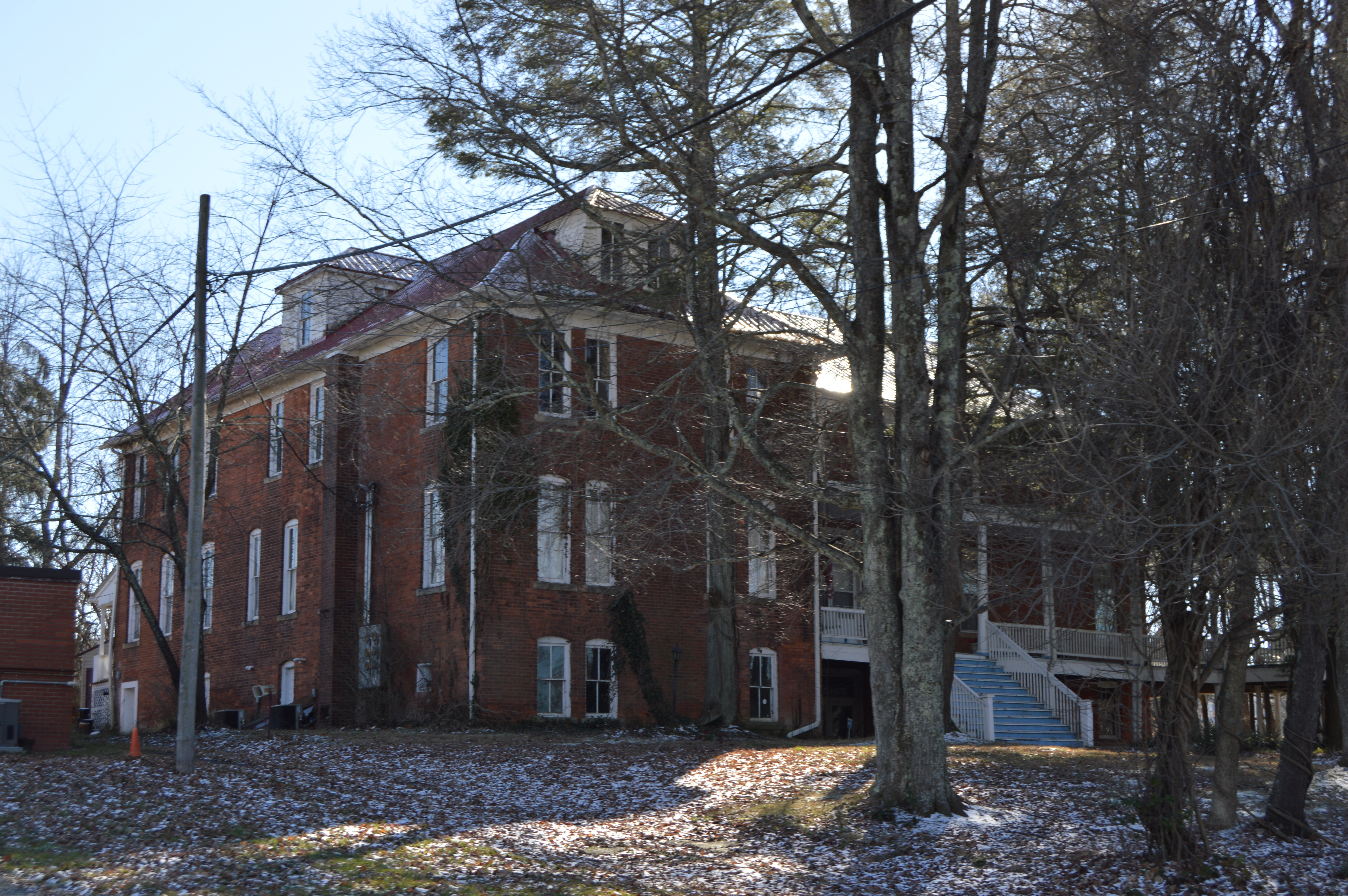
Отель Алтамонт (занесён в Национальный реестр исторических мест США)

Динамика численности населения:
|  |

## Достопримечательности
Объекты города, занесённые в Национальный реестр исторических мест США:
- Нью-Ривер-Гордж (#13000603) — однопролётный арочный стальной автомобильный мост. Занимает 4-ю строчку в списке арочных мостов с самыми длинными пролётами в мире. Строительство моста началось в июне 1974 года и закончилось 22 октября 1977 года. В честь этого события в Фейетвилле ежегодно каждую третью субботу октября отмечается День моста. 14 августа 2013 года мост был включён в Национальный реестр исторических мест США.
- Отель Алтамонт (#79002574) — отель, построенный в 1897—1898 годах.
- Дом Хоукинса (#89002319) — дом, построенный в неоколониальном стиле в 1905—1906 годах.
- Кей Мур (#90001641) — построенная в 1900 году угольная шахта.
- Здание суда округа Фейетт (#78002793) — здание суда, построенное в неороманском стиле в 1894—1895 годах.
- Историческая часть города Фейетвилл (#90001845) включает в себя 75 зданий.